# Ньюман, Дэвид (сценарист)
Дэвид Ньюман (англ. David Newman; 4 февраля 1937 — 27 июня 2003) — американский сценарист и либреттист. С конца 1960-х до начала 1980-х он часто сотрудничал с Робертом Бентоном. Он был женат на коллеге-сценаристе Лесли Ньюман, от которой у него было двое детей, до своей смерти в 2003 году от инсульта. Он известен как сценарист, написавший сценарии к первым трём фильмам о Супермене вместе с женой, Бентоном и Марио Пьюзо.

## Карьера
Ньюман учился в Мичиганском университете, который окончил в 1958 году. Он пошёл работать редактором в журнал Esquire, где познакомился с Робертом Бентоном. Бентон также уговорил его заняться кинобизнесом. Его первый сценарий к фильму «Бонни и Клайд» (1967) принёс ему номинацию на премию «Оскар» за лучший адаптированный сценарий и выиграли премию Гильдии сценаристов США за лучший сценарий драмы и премию Гильдии сценаристов США за лучший оригинальный сценарий. Затем он написал с Бентоном сценарии для таких фильмов, как «Жил-был обманщик» (1970), «В чём дело, док?» (1972), «Плохая компания» (1972) и «В ночной тиши» (1982). За «В чём дело, док?» и «Плохую компанию» они были номинированы на премию Гильдии сценаристов США дважды в одной категории Лучший оригинальный сценарий: «Лучшая драма, написанная прямо для экрана» и «Лучшая комедия, написанная прямо для экрана» (с Питером Богдановичем и Баком Генри) и выиграли в последней. В качестве продюсера он продюсировал фильмы «Тот, который управляет тигром» (1965) и «Р.О.Т.О.Р.» (1989).
Он также написал либретто к бродвейским мюзиклам, таким как «Это птица, это самолет, это Супермен!» и ревю для мюзикла «О, Калькутта!». В 1997 году он был номинирован на премию «Тони» за лучшее либетто мюзикла за мюзикл «Жизнь» вместе с Айрой Гасман и Саем Коулманом.
Когда Бентон стал режиссёром, Ньюман начал сотрудничать со своей женой Лесли. Первая их сценарная работа была для французского фильма «Дочь Америки» который он также снял. В 1978 году они написали сценарий для первого театрального супергеройского фильма «Супермен» вместе с Робертом Бентоном и Марио Пьюзо и двух его сиквелов «Супермен II» и «Супермен III». За сценарий для первого фильма они получили премию «Хьюго» за лучшую постановку и номинацию на премию Гильдии сценаристов США за лучшую комедию адаптированную из другой среды.
Также Дэвид Ньюман написал сценарии для таких фильмов как: «Шина — королева джунглей» (1984), «Санта Клаус» (1985), «Р.О.Т.О.Р.» (1987), «Взлом» (2000).
Дэвид Ньюман умер в 2003 году от инсульта.

## Работы

### Фильмы
| Год  | Название                            | Указан как                           | Заметки | Пр.    |
| ---- | ----------------------------------- | ------------------------------------ | --- | ------ |
| 1965 | Тот, который управляет тигром       | Продюсер                             | | [ 8 ]  |
| 1967 | Бонни и Клайд                       | Сценарист                            | Сосценарист с Робертом Бентоном | [ 9 ]  |
| 1970 | Жил-был обманщик                    | Сценарист                            | Сосценарист с Робертом Бентоном | [ 10 ] |
| 1972 | В чём дело, док?                    | Сценарист                            | Сюжет написан Питером Богдановичем Сосценарист с Робертом Бентоном и Баком Генри                                                                               | [ 11 ] |
| 1972 | Плохая компания                     | Сценарист                            | Сосценарист с Робертом Бентоном | [ 12 ] |
| 1977 | Дочь Америки                        | Режиссёр, сценарист                  | Сосценарист с Лесли Ньюман | [ 13 ] |
| 1978 | Супермен                            | Сценарист                            | На основе персонажа (Супермен), созданного Джерри Сигелом и Джо Шустером Сюжет написан Марио Пьюзо Сосценарист с Робертом Бентоном, Лесли Ньюман и Марио Пьюзо | [ 14 ] |
| 1980 | Супермен II                         | Сценарист                            | На основе персонажа (Супермен), созданного Джерри Сигелом и Джо Шустером Сюжет написан Марио Пьюзо Сосценарист с Лесли Ньюман и Марио Пьюзо                    | [ 15 ] |
| 1982 | Сглазили!                           | Сценарист                            | Сюжет написан Фрэнком Д. Гилроем (указан как «Берт Блессинг») Сосценарист с Фрэнком Д. Гилроем (указан как «Берт Блессинг»)                                    | [ 16 ] |
| 1982 | В ночной тиши                       | Автор сюжета                         | Соавтор сюжета с Робертом Бентоном Сценарий написан Робертом Бентоном                                                                                          | [ 17 ] |
| 1983 | Супермен III                        | Сценарист                            | На основе персонажа (Супермен), созданного Джерри Сигелом и Джо Шустером Сосценарист с Лесли Ньюман                                                            | [ 18 ] |
| 1984 | Шина — королева джунглей            | Автор сюжета, сценарист              | Соавтор сюжета с Лесли Стивенсом Сосценарист с Лоренцо Семпл младшим                                                                                           | [ 19 ] |
| 1985 | Санта Клаус                         | Автор сюжета, сценарист              | Соавтор сюжета с Лесли Ньюман | [ 20 ] |
| 1987 | Р.О.Т.О.Р.                          | Ассоциированный продюсер             | | [ 21 ] |
| 1988 | Лунная походка                      | Сценарист (сегмент: Smooth Criminal) | Сюжет для сегмента Smooth Criminal написан Майклом Джексоном                                                                                                   |        |
| 2000 | Взлом                               | Сценарист                            | На основе книги, написанной Цутому Симомура и Джоном Маркоффом Сосценарист с Лесли Ньюман, Ховардом А. Родманом и Джоном Данза                                 | [ 22 ] |
| 2006 | Супермен II: Версия Ричарда Доннера | Сценарист                            | На основе персонажа (Супермен), созданного Джерри Сигелом и Джо Шустером Сюжет написан Марио Пьюзо Сосценарист с Лесли Ньюман и Марио Пьюзо                    | [ 23 ] |

### Театральная сцена
| Год  | Название                              | Заметки | Пр.           |
| ---- | ------------------------------------- | --- | ------------- |
| 1966 | Это птица, это самолет, это Супермен! | На основе персонажа (Супермен), созданного Джерри Сигелом и Джо Шустером Соавтор либретто с Робертом Бентоном Адаптированно в телефильм (1975) | [ 24 ] [ 25 ] |
| 1969 | О, Калькутта!                         | Соавтор либретто с Робертом Бентоном, Джулсом Файффером, Дэном Гринбергом, Джоном Ленноном, Жаком Леви, Сэмом Шепардом, Леонардом Мелфи, Кеннет Тайнен, Марго Саппингтон, Кловисом Труем и Шерманом Йеллен Адаптированно в театральный фильм (1972) | [ 26 ] [ 27 ] |
| 1997 | Жизнь                                 | Соавтор либретто с Айрой Гасман и Саем Коулманом | [ 28 ]        |